# 제3차 영국-미얀마 전쟁
제3차 영국-미얀마 전쟁(영어: Third Anglo-Burmese Wars)은 1885년 세 번째로 미얀마와 영국이 벌인 전쟁이다. 이 전쟁은 미얀마 각료회의가 인도 봄베이미얀마무역회사가 퉁구로부터 티크 반출량을 줄여서 보고하자 이것에 벌금을 부과한 것이 원인이 되어 시작되었다.
제3차 전쟁은 확대되기도 전에 끝나 영국이 승리해 고지 미얀마를 점령하고 1886년 1월 1일 미얀마의 합병을 선언했다. 하지만 영국 지배에 대한 항쟁은 1890년까지 계속되었다.

## 문화
아미타브 고시의 소설 《유리 궁전》은 초반부에서 제3차 영국-미얀마 전쟁을 묘사하고, 전쟁에서 패한 군주 시보가 영국령 인도로 쫓겨나 겪는 이야기를 그리고 있다.

## 같이 보기
- 영국-미얀마 전쟁
  - 제1차 영국-미얀마 전쟁(First Anglo-Burmese Wars)
  - 제2차 영국-미얀마 전쟁(Second Anglo-Burmese Wars)

## 참고 문헌
- 아미타브 고시, 이종인 역, 《유리 궁전》, 올, 2011.